# Козонкова
Козонко́ва (рос. Козонкова) — присілок у складі Комишловського району Свердловської області. Входить до складу Обуховського сільського поселення.
Населення — 4 особи (2010, 18 у 2002).
Національний склад станом на 2002 рік: росіяни — 94 %.